# Раціональне бронювання

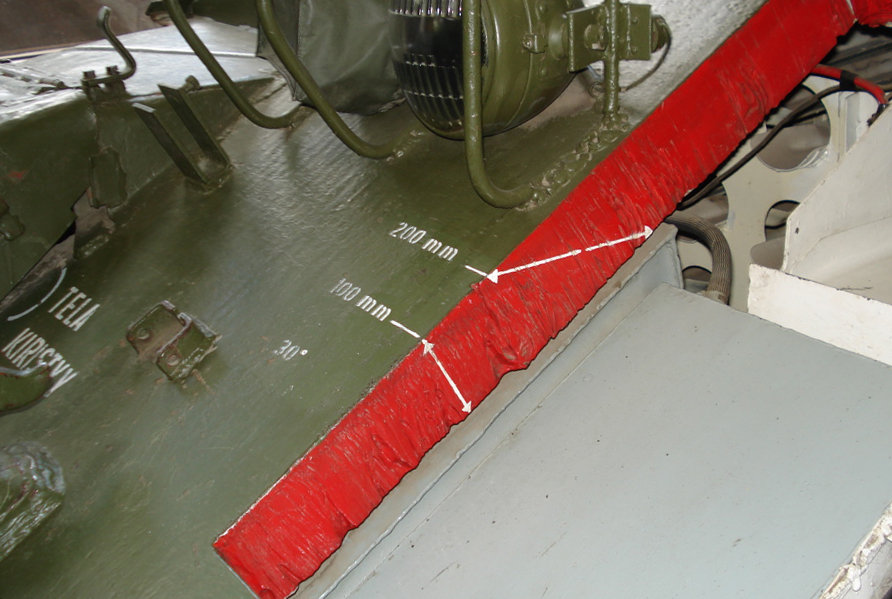
Розріз лобового бронювання танка Т-54 демонструє технічний сенс раціонального бронювання — при куті установки бронеплити (від вертикалі) 60° снаряд повинен пробити 200 мм броні, хоча товщина плити становить лише 100 мм.

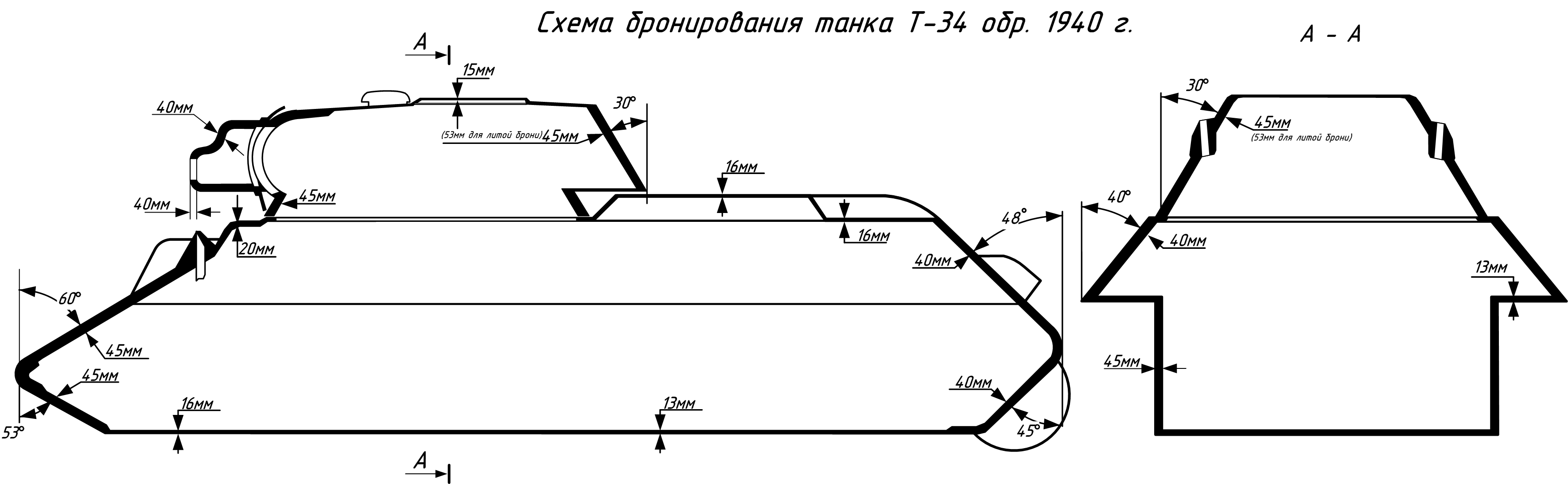
У конструкції бронекорпуса і башти Т-34 практично відсутні ділянки з вертикальним розташуванням броні.

Раціональне бронювання (також бронювання з раціональними кутами нахилу бронелистів, раціональний нахил броні або просто похиле бронювання) — конструктивна схема бронювання бойових машин, розрахована на підвищення стійкості бронелиста за рахунок розташування його під нахилом до розрахункової траєкторії польоту вражаючого боєприпасу. Технічний сенс схеми полягає в тому, що при попаданні в похилий броньовий лист снаряд повинен пробити шар броні, рівний товщині бронелиста, поділеної на косинус кута зіткнення:
bэф= bα=0 / cosα,
де
- bэф — ефективна товщина броні (по ходу снаряда),
- α, град. — кут зіткнення снаряда з бронею (від нормалі).

Крім того, починаючи з деяких граничних значень кута зіткнення (понад 60°), для каліберних бронебійних снарядів збільшується схильність до рикошету.
Раціональне бронювання вперше було застосовано в проектуванні бронетехніки періоду Першої світової війни, проте широкого поширення набуває з кінця 1930-х років. Зразками раціонального бронювання можуть служити російські бронеавтомобілі конструкції штабс-капітана Мгеброва, радянський середній танк Т-34, німецький важкий танк «Тигр II».